# Лысенко, Александр Иванович
Лысенко Александр Иванович — советский и украинский ученый, специалист в области информационных технологий, профессор (1995), доктор технических наук (1992)

## Биография
Окончил Киевское высшее военное авиационное инженерное училище в 1974 году, где и работал с 1976 года;
в 1991-99 — начальник отдела планирования и управления научной работой в Вооружённых Силах Украины и начальник главного управления оборонных технологий Научно-исследовательского центра Генерального штаба ВСУ (Киев);
с 1999 — профессор кафедры телекоммуникаций Национального технического университета Украины «КПИ».
Научные достижения: 
- оптимизация управления сложными детерминированными и стохастическими системами при неполной информации о векторе состоянии системы;
- поиск оптимальных траекторий с конечным и бесконечным количеством разветвлений; экологические проблемы военной деятельности и телекоммуникаций;
- беспроводные сенсорные системы, построенные с использованием беспилотных летательных аппаратов.

Часть научных трудов — закрытого характера.

## Награды
- 2009 — Заслуженный деятель науки и техники Украины[1]
- 2011 — Государственная премия Украины в области науки и техники[1].